# Грађански рат у Ираку (2011—2017)
Побуна је у почетку била одговор од стране ирачких група на америчку инвазију на Ирак, али је успешно гушена током година окупације. Побуна се поново јавља после повлачења америчких трупа 2011. године. Али сукоб није попримио веће размере све до Сиријског грађанског рата, који се прелио и преко граница у Ирак. Стање се нагло погоршава почетком 2014. године, са све већим преласком исламиста из Сирије у Ирак, када се исламистима прикључују и лојалисти Баас партије. 10. јуна 2014. побуњеници заузимају други ирачки град по броју становника Мосул. Већ 16. јуна исламисти се налазе у близини главног града Багдада. Ово је имало за последицу присилну оставке премијера Нурија ал-Маликија, бомбардовања од стране Сједињених Држава, Ирана, Сирије, и најмање десетак других земаља, учешће иранских војника, и војну помоћ која је пружена Ираку од Русије.

## 2014
Од јануара до јуна 2014. године, ИСИЛ милитанти су заузели најмање 70% провинције Анбар, укључујући градове Фалуџе, Ал Каим, Абу Граиб и пола покрајинске капитала Рамади током кампање Анбар.
Почетком јуна, након своје велике офанзиве у Ираку, ИСИЛ преузео контролу над Мосулом, други најмногољуднији град у Ираку, оближњи град Тал Афа и већина околног покрајине Ниниве. ИСИЛ такође заузима делове Киркук и Дијала покрајине и Тикрит, административног центра Салахудин Говернорате, са крајњим циљем заробљавања Багдада, у ирачкој престоници. Исламисти су веровали да имају само 2.000-3.000 борци све до Мосул кампање, али током те кампање, постало је очигледно да је тај број био бруто потчињен. Било је извештаја да број сунитских група у Ираку који су се противили претежно шиитској влади па су се прешли у исламисте, стога јачање бројеве групе. Међутим, Курди-који су углавном сунити-на североистоку Ирака, нису били вољни да буде увучен у сукоб, а било је сукоба у том подручју између ИСИЛ-а и курдских Пешмерга.
Исламисти погубљују 1.700 ирачких војника који су се предали у борбама и објавили су многе слике масовних егзекуција преко свог твитер профила и разних других сајтова.
Крајем јуна, ИСИЛ милитанти заробили су два кључна прелаза у Анбару, дан након одузимања гранични прелаз на Ал-Каим. Према аналитичарима, заузимање ових прелаза могли помоћи исламисти у транспорту оружја и опреме за различите ратишта. Два дана касније, сиријски ваздухопловство бомбардовали положаје ИСИЛ-а у Ираку. Ирачки премијер Нури ал-Малики је изјавио: "није било координације, али ми поздрављамо ову акцију Ми поздрављамо сваку сиријску операцију против исламиста јер је ова група има циљеве у Ираку и Сирији".
Премијер Ирака Хајдер ел Абади изјавио је 9. децембра 2017. године да је завршен рат који се три године водио против џихадиста Исламске Државе у Ираку.